# Ctenorillo ausseli
Ctenorillo ausseli es una especie de crustáceo isópodo terrestre de la familia Armadillidae.

## Distribución geográfica
Es endémica de las islas Canarias occidentales (España).